# Martin Dohál
Martin Dohál (Trenčianska Turná, 17 februari 1987) is een Slowaaks voetbalscheidsrechter. Hij is in dienst van FIFA en UEFA sinds 2022. Ook leidt hij sinds 2017 wedstrijden in de Fortuna Liga.
Op 7 april 2017 leidde Dohál zijn eerste wedstrijd in de Slowaakse nationale competitie. Tijdens het duel tussen Tatran Prešov en FK Senica (1–0) trok de leidsman viermaal de gele kaart. In Europees verband debuteerde hij op 20 juli 2023 tijdens een wedstrijd tussen Birkirkara en NK Maribor in de eerste voorronde van de UEFA Europa Conference League; het eindigde in 1–2 en Dohál gaf zeven spelers geel. Zijn eerste interland floot hij op 23 september 2022, toen Marokko met 2–0 won van Chili door doelpunten van Sofiane Boufal en Abdelhamid Sabiri. Tijdens deze wedstrijd deelde Dohál aan vijf spelers een gele kaart uit.

## Interlands
| Datum             | Plaats                        | Wedstrijd           | Uitslag | Competitie        | Kreeg geel | Kreeg voor de tweede keer geel en dus rood | Weggestuurd |
| ----------------- | ----------------------------- | ------------------- | ------- | ----------------- | ---------- | ------------------------------------------ | ----------- |
| 23 september 2022 | Cornellà de Llobregat, Spanje | Marokko – Chili     | 2 – 0   | Vriendschappelijk | 5          | 0                                          | 0           |
| 16 november 2022  | Olomouc, Tsjechië             | Tsjechië – Faeröer  | 5 – 0   | Vriendschappelijk | 0          | 0                                          | 0           |
| 26 maart 2024     | Attard, Malta                 | Malta – Wit-Rusland | 0 – 0   | Vriendschappelijk | 4          | 0                                          | 0           |

Laatst bijgewerkt op 29 maart 2024.